# Дезерт Шорс (Калифорнија)
Дезерт Шорс (енгл. Desert Shores) насељено је место без административног статуса у америчкој савезној држави Калифорнија.

## Демографија
По попису из 2010. године број становника је 1.104, што је 312 (39,4%) становника више него 2000. године.
| Група             | 2000.       | 2010.       |
| Белци             | 276 (34,8%) | 220 (19,9%) |
| Афроамериканци    | 11 (1,4%)   | 8 (0,7%)    |
| Азијати           | 2 (0,3%)    | 4 (0,4%)    |
| Хиспаноамериканци | 482 (60,9%) | 848 (76,8%) |
| Укупно            | 792         | 1.104       |